# Vladimír Ekhardt
Vladimír Ekhardt (* 17. listopadu 1958) je bývalý slovenský fotbalista, záložník a současný fotbalový trenér.

## Fotbalová kariéra
Hrál za Baník Prievidza, DAC Dunajská Streda, Spartak Trnava a Slovan Bratislava. V Poháru vítězů pohárů nastoupil v sezóně 1989-1990 za Slovan ve dvou utkáních proti Grasshoppers Zürich. Po skončení aktivní kariéry působí jako trenér a funkcionář.

## Trenérská kariéra
Ke konci sezóny 2012/13 převzal tým FC Spartak Trnava, který byl vážně ohrožen sestupem.